# 198 (numero)
Centonovantotto (198)  è il numero naturale dopo il 197 e prima del 199.

## Proprietà matematiche
- È un numero pari.
- È un numero composto, con dodici divisori: 1, 2, 3, 6, 9, 11, 18, 22, 33, 66, 99 e 198. Poiché la somma dei divisori (escluso il numero stesso) è 270 > 198, è un numero abbondante.
- È un numero semiperfetto in quanto pari alla somma di alcuni (o tutti) i suoi divisori.
- È un numero pratico.
- È un numero 67-gonale.
- È un numero colombiano nel sistema numerico decimale.
- È un numero di Pell.
- È un numero malvagio.
- È il più piccolo numero che può essere espresso in dieci modi diversi come somma di quattro quadrati: 198 = 12+22+72+122 = 12+42+92+102 = 22+32+42+132 = 22+32+82+112 = 22+52+52+122 = 22+72+82+92 = 32+32+62+122 = 32+52+82+102 = 42+52+62+112 = 62+72+72+82.
- È un numero di Harshad in base 10, essendo divisibile per la somma delle sue cifre.
- È parte delle terne pitagoriche (40, 198, 202), (198, 264, 330), (198, 336, 390), (198, 880, 902), (198, 1080, 1098), (198, 3264, 3270), (198, 9800, 9802).
- È un numero palindromo e un numero a cifra ripetuta nel sistema di numerazione posizionale a base 17 (BB), a base 21 (99) e in quello a base 32 (66).
- È un numero congruente.

## Astronomia
- 198P/ODAS è una cometa periodica del sistema solare.
- 198 Ampella è un asteroide della fascia principale del sistema solare.

## Astronautica
- Cosmos 198 è un satellite artificiale russo.